# Desa Wanagiri (administrativ by i Indonesien, Provinsi Bali, lat -8,40, long 115,06)
Desa Wanagiri är en administrativ by i Indonesien.   Den ligger i provinsen Provinsi Bali, i den sydvästra delen av landet, 900 km öster om huvudstaden Jakarta. Desa Wanagiri ligger på ön Bali.